# Arnor

Arnors flagga

Arnor är ett fiktivt kungarike i Eriador i J.R.R. Tolkiens Midgård. Arnor styrs av dúnedain och grundades av Elendil år 3320, andra åldern.
När Arnor stod som högst utbredde sig riket över nästan hela Eriador, mellan Bruinen, Gwathló och Lhûn och den region som skulle komma att bli Fylke. Större delen av befolkningen hörde till dúnedain, men i Bri och närliggande byar fanns det människor av annat ursprung liksom i det som kom att bli Rhudaur. Arnors huvudstad (fram till år 861) var Annúminas (belägen nära Evendims sjö) men som sedan övergavs på grund av folkminskningen till förmån för Fornost.

## Historik
Arnor grundades av Elendil år 3320 vid slutet av andra åldern, medan hans söner grundade Gondor i söder. De båda kungarikenas historia är sammankopplad; båda kallas för Dúnedains riken i exil (sedan Númenor gått under).
Redan innan Arnor grundades bodde där en betydande mängd númenoraner. Detta berodde på emigrationen, av framförallt dem som var trogna gudarna valar, som pågått ända sedan Tar-Meneldurs tid. De flesta levde till en början vid Vinyalondë (Nyhamn) som Tar-Aldarion grundade. Innan dúnedain återvände till Midgård levde andra edain och mellanfolk där och deras ättlingar blev senare en del av Arnors befolkning. Ursprungligen utgjorde Arnor och Eriador ett mer attraktivt område än Gondor på grund av närheten till alverna i Riftedal och bortom Lhûnfloden. Detta var anledningen till att númenoranerna i betydligt större utsträckning styrde sina skepp dit, trots att klimatet var mildare i Gondor.
Men allteftersom Skuggan sänkte sig över Númenor började de göra landstigningar längre söderut och de etablerade städer och stora befästningsverk såsom Pelargir och Umbar. När Elendil anlände till det som skulle bli Arnor mötte han därför sådana som var valar trogna, till skillnad från dem han levde med på Númenor. Till skillnad från Gondor i söder hade man fortfarande vid denna tid stora kunskaper om den äldre tiden (första åldern), till stor del på grund av närheten till alverna.
Den sista alliansens krig var förödande för Arnor som förlorade stora delar av sitt manskap, så att när överlevarna återvände fanns det alltför få av dem för att befolka alla städer Elendil byggt.
Arnors andre kung (även Gondors andre kung), Isildur, dödades i ett bakhåll i närheten av Glitterfälten tillsammans med 200 ur sitt eget följe, däribland hans söner Ciryon, Aratan och Elendur. Detta kom att försvaga Arnor betydligt, men på grund av sin ringa ålder deltog lyckligtvis inte Isildurs fjärde son Valandil i kriget mot Sauron, och därmed överlevde Isildurs ätt.
Eftersom Valandil och hans ättlingar aldrig lade sig i Gondors kungars angelägenheter förblev rikena splittrade. Men kungarna i norr behöll titeln högste konung (eftersom Isildur var Anárions äldre bror).

### Nedgången
Efter den sista Alliansens krig och Katastrofen vid Glitterfälten började Arnor sin långa nedgång. Till skillnad från Gondor blev början på tredje åldern ingen nytändning med hopp om ökat välstånd och erövringar. Arnor saknade helt enkelt det manskap som fordrades, och de med ädelt blod fick sällan många barn.

### Inbördeskriget
Efter Eärendurs död år 861 rådde osämja och split mellan hans tre söner; de var oense om vem som skulle överta kungamakten. Den äldste sonen Amlaith ville göra sig till härskare över hela Arnor, något som hans bröder inte godtog. Därmed drogs landet in i ett bittert inbördeskrig, som ledde till att Arnor delades upp i Arthedain, Cardolan och Rhudaur. Huvudstaden Annúminas övergavs och började förfalla och Arthedains säte flyttades till Fornost.
Denna uppdelning påskyndade dúnedains förfall. De tre kungarikena hade ofta skärmytslingar med varandra på grund av dispyter rörande gränsernas dragningar, dock var förhållandet mellan Arthedain och Cardolan relativt fredligt. Rhudaur, å andra sidan, var öppet fientliga mot de två andra rikena, och var länge i fejd med Cardolan rörande Amon Sûl, som härbärgerade nordens största palantír.
Runt år 1300 grundades Angmar nordöst om Arthedain av Häxmästaren av Angmar (dock var hans identitet okänd ända tills Arnors fall). Nazgûlerna flydde österut efter Saurons fall år 3434, andra åldern, men vid denna tid såg Häxmästaren sin chans att förgöra Arnor då han såg dess splittring (samtidigt som Gondor var starkt).

### Arnors fall
Rhudaurs sista kungar var inte av númenoranskt blod, utan var ättlingar till onda män i Angmars tjänst (redan från början hade andelen dúnedain varit låg i Rhudaur). Under deras tid blev Rhudaur ett slags vasalldöme under Angmar och därmed fiender till Cardolan och Arthedain. År 1409 förintade Angmar slutligen Rhudaur och vid den tiden hade det fåtal dúnedain som levt där stupat eller flytt till Cardolan eller Arthedain. De utdragna striderna med Angmar började tära på Arthedain och Cardolan och i och med Cardolans sista prins död år 1409 dog Cardolan ut som en politisk makt. I fortsättningen var Arthedain i stort sett det enda som återstod av Arnor, som också det var mycket försvagat.
Arthedain lyckades hålla Angmar stången ända fram till 1974 då Fornost föll och Arvedui tvingades fly norrut till Forochels isvik. Året därpå besegrades Angmar i pyrrhussegern vid Slaget vid Fornost. En koalition av alver från Lindon och Riftedal, tillsammans med en armé under Eärnur av Gondor och rester av Arnor krossade Angmars härar och drev bort Häxmästaren. Därmed fick Eriador fred i många år framöver, men Arnor låg till stor del förött och öde. Dúnedain i norr blev ett hemligt folk som hade bosättningar söder om Riftedal. Hoberna i Fylke överlevde, liksom de i Bri, men de onda männen i Rhudaur dog ut under denna konflikt.

### Det återförenade kungariket
Kung Elessar återupprättade Arnors rike som en del av det återförenade kungariket, och återigen blev Annúminas huvudstaden. Saurons fall gjorde länderna i norr säkrare för kolonisering, och även om befolkningen var liten började den återhämta sig. Riket i sig var dock geografiskt mindre än tidigare, eftersom Fylke blivit självständigt.

## Regioner

### Arthedain
Arthedain gränsade mot Forochel i norr, Lhûne i väster, Väderklintarna i öster och Vinfloden i söder. Cardolan låg söderut och Rhudaur österut. Arthedain är sindarin för "Edains rike".
Huvudstaden var Fornost, och Bri var en av de viktigare städerna. Annúminas förblev inom Arthedains territorium men var glest befolkat och började bli en ruinstad.
Runt år 1300 grundades Angmar, beläget nordöst om Arthedain. Dess härskare var Häxmästarkungen av Angmar (nazgûlernas ledare; fast detta var okänt). Rhudaur, som stöttades av Angmar, attackerade Väderklint år 1356 och kung Argeleb I av Arthedain dog i stridigheterna. När detta nya hot uppträdde erkände Cardolan Arthedain som sin överhöghet och de stöttade Arthedain (som började kalla sig Arnor igen) i fortsättningen i kriget mot Angmar. Vid upprepade gånger skickade Cardolan hjälp, men trots detta besegrades både Rhudaur och Cardolan år 1409, och Amon Sûls torn raserades. Arthedain överlevde endast tack vare förstärkningar från Lindon och Lothlorien.
Tack vare alvernas insats i kriget bröts Angmars makt temporärt och Arthedain åtnjöt relativ fred, även om befolkningen fortsatte att minska. Argeleb II föddes år 1473 i den Tredje Åldern som son till konung Araphor. År 1589 kom han att bestiga tronen efter sin faders död. Under hans regeringstid kom pesten till Eriador och många i hans rike dog, främst i Minhiriath. Han kom att ge hoberna Fylke, som tidigare varit hans jaktmarker, detta kunde bero på att så många i hans rike hade dött och att han behövde nytt folk. År 1670 dog han och hans son Arvegil tog över tronen.
Arthedain drabbades inte hårt av pesten 1636 (såsom Gondor gjorde) och stridigheterna med Angmar återupptogs inte på allvar förrän efter cirka 1800. Men Arthedain saknade det manskap och de resurser som krävdes för att vinna kriget. Kung Araphant och hans son Arvedui höll ut och hoppades på hjälp från Gondor (som var uppbundet i en konflikt med vagnsryttarna). Året innan Arthedains fall skickade Arvedui ett nödrop till Eärnil II som sände en flotta under Eärnur. Men den hann inte fram i tid och Arthedain var redan besegrat då Eärnur och alverna gick i strid mot Angmar. Arvedui flydde norrut till Forochels isbukt och fick hjälp av ett skepp från Círdan. Men skeppet förliste då det maldes sönder av isen och Arvedui gick under tillsammans med alla sjömän, samt Amon Sûls och Arthedains palantír. Arvedui överlevdes av sonen Aranarth som blev dúnedains förste hövding.
Även om Angmars krigsmakt krossades var det slut med det norra kungariket. Särskilt dúnedain förblev mycket få till antalet liksom Eriadors befolkning i övrigt. Aranarth och hans ättlingar ledde utbygdsjägarna i norr. Aragorn var den sextonde hövdingen i norr fram till att han återupprättade Arnors rike år 3019. Fram till Arnors fall ansågs Fylke som en del av Arthedain, och i och med Arnors fall utsåg därför hoberna en egen härskare.

### Cardolan
Cardolan gränsade mot Vinfloden i väster, floden Mitheithel i öster och Gwahtló mot sydöst och söder. Nordgränsen utgjordes av Den Stora Landsvägen. Det betyder ungefär "De röda kullarnas land" på sindarin.
Efter att kungariket bildades krävde Cardolan Väderklintarna (som härbärgerade nordens största palantír) som en del av sitt rike liksom Arthedain och Rhudaur. Denna dispyt pågick ända till Rhudaur blev ett vasalldöme under Angmar, då kungarnas ättelinje bröts där.
År 1050 korsade hober (Harfötter) Dimmiga bergen och bosatte sig sydöst om Bri. Ungefär ett århundrade senare återförenade de sig där med nyanlända Fallohider.
När Angmars rike uppstod blev Cardolan Arthedains viktigaste allierade. Cardolan tvingades strida både mot Angmars och Rhudaurs arméer. År 1356 föll Argeleb I av Arthedain i strid med Rhudaur, trots Cardolans förstärkningar. Ett tag lyckades Arthedain och Cardolan hålla tillbaka Angmar och Rhudaur, och förskansade sig kring huvudstaden vid Tyrn Gorthad. Men 1409 föll slutligen Cardolan och dess kungliga ättelinje dog ut. Arthedain kunde inte göra mycket eftersom också det var under angrepp. Även om Arthedain återhämtade sig något gjorde inte Cardolan det, och regionen kring Kritåsarna blev en slags legend bland fylkeborna.
1636 bröt den stora pesten ut och tog livet av Gondors kung och det vita trädet dog. Pesten spred sig norrut längs den stora vägen som band samman de båda rikena. Befolkningen i Minhiriath led särskilt svårt. Vid ungefär samma tidpunkt utrotade pesten de få dúnedain som gömde sig vid Kritåsarna, och onda kummelgastar (sända av Häxmästaren) tog dem som sin hemvist. De fåtal som överlevde kunde inte erbjuda Arthedain någon större hjälp i kriget mot Angmar.

### Rhudaur
Rhudaur är sindarin för "Östliga Skogar" (det östligaste av de tre kungarikena). Landet sträckte sig från Väderklint till Bruinen. I söder gränsade det mot Den Stora Landsvägen och i väster längs med linjen vid Väderklintarna. Området mellan Bruinen och Mitheithel tillhörde också Rhudaur och det var där Stoorerna först bosatte sig sedan de korsat Dimmiga Bergen kring år 1150. Men dessa flydde snabbt från regionen sedan Angmar grundats. En del flydde till Fylke och andra korsade återigen Dimmiga Bergen.
Andelen dúnedain i Rhudaur var låg redan från början. Rhudaur var hela tiden fientligt inställt mot Cardolan och Arthedain och förde ett långvarigt krig mot Cardolan rörande besittningen av Väderklintarna, som de gjorde anspråk på.
Med tiden började det större antalet onda män dominera dúnedain, och en av deras ledare slöt ett hemligt förbund med Angmar. Till slut kunde denna onda herre ta makten från dúnedain. År 1356 dödade de kung Argeleb I i strid och Stoorer som bott i södra Rhudaur flydde till Dunland eller till andra sidan Dimmiga Bergen. År 1409 förintade Angmar Rhudaur och det fåtalet dúnedain som levde där flydde västerut eller dräptes.
Pesten 1636 var förödande för stora delar av Eriador (även om Arthedain inte drabbades så svårt) vilket hindrade Angmar från att göra några större erövringar, liksom alvernas intåg i kriget.
Men 1974 föll till slut Arthedain i slaget vid Fornost eftersom Arthedain saknade de resurser och manskap som krävdes efter alla århundraden av krig. Men året därpå följde en Pyrrhusseger i och med att Eärnur av Gondor, tillsammans med alver från Lindon och Riftedal, besegrade Angmar för alltid. Häxmästaren flydde (ingen visste vart) och de onda männen väster om Dimmiga Bergen dog ut efter de omfattande stridigheterna. Landen norr om Den Stora Landsvägen blev en hemvist för troll, och resenärer skyndade sig ofta fram när de färdades genom den regionen.
Efter Arnors fall blev södra Rhudaur en hemvist för utbygdsjägarna, där de kom att leva ända fram till att Aragorn II återupprättade Arnor år 3019.